# عبد العزيز الشمري (لاعب كرة قدم مواليد 2007)
عبد العزيز سعود الشمري لاعب كرة قدم سعودي يلعب كمهاجم في نادي الجبلين .